# 용의주도 미스신
"용의주도 미스신"은 2007년에 만들어진 대한민국의 영화이다. 대한민국 개봉일은 2007년 12월 19일이다. 네 명의 남자와 사귀는 미스 신(신미수 역, 한예슬)의 모습을 다루었다.

## 줄거리
한예슬식 남자고르기 프로젝트! 골라 먹는 재미에 푹 빠졌다! 그녀의 남자 농사가 시작된다!
1단계 일단, 모든 가능성을 열어두고 , 찜(?)하라. 화려한 미모와, 착한 몸매, 게다가 잘 나가는 광고대행사의 AE라는 직함까지~ 지성과 미모를 겸비한 이 시대 최고의 완소녀 신미수. 그녀가 몸소 보여주는 연애비법 제1단계는 바로, 오픈 마인드! 최대한 많은 후보자를 거느린 채 일단, 어떤 상대와도 가능성(?)을 열어놓고 지내며 천천히 골라야 한다는 게 그녀의 작업원칙! 그런만큼, 그녀의 남자쇼핑 리스트엔 재벌 3세부터 고시생, 섹시한 연하남까지 다양한 남자들이 구비(?)되어있다. 하지만, 이렇게 용의주도한 미스신 앞에, 사사건건 태클을 거는 안티남이 나타났으니…속은 뒤집히지만 뭐, 모.든.가.능.성.(?)이 이 녀석에게도 예외는 아니겠지? 일단 안티남까지 쇼핑리스트에 추가~!
2단계 진짜 괜찮은 놈인지 간을 보라~! 돌다리도 두들겨 봐야한다고 하지 않았던가! 아무리 외모나 재력, 능력, 비전이 좋더라도 재고, 또 재어야 후회가 없다. 줄 듯 안주는(?) 고도의 테크닉으로 수많은 남성들을 울리던 그녀의 데이트 목적은 오로지 ‘간보기!’
3단계 위기의 순간, 진품(?)은 정체를 드러낸다. 반품은 힘드니 제대로 고를 것~! 가장 결정적인 순간, 인간은 본성을 드러낸다. 이건, 연애에서도 마찬가지! 엄청난 용의주도함으로 늘 상상을 초월하던 양다리, 아니 다(多)다리의 달인인 미스신이지만, 그녀에게도 위기는 찾아온다. 완벽하다고 생각했던 그녀의 쇼핑리스트 속 남자들의 예상치 못한 반격으로 패닉상태에 빠진 미스신에게 엎친데 덮친격으로 그녀의 문어발 연애마저 꼬리 잡히기 시작하는데… 하지만 이런 때 영원한 충성심으로 무장한 채 그녀를 위기에서 구출, 그녀의 맘을 흡족케하는 남자가 바로 진품~!!! A/S도, 반품도 없는 “연애의 세계”에서 그녀가 고른 남자는 과연 누구일까…?!

## 등장 인물
- 한예슬 - 용의주도한 미스 신, 신미수 역
- 이종혁 - 이웃집 남자, 한동민 역
- 권오중 - 재벌 3세, 이준서 역
- 김인권 - 고시생, 김윤철 역
- 손호영 - 가수 지망생, 송현준 역
- 정규수 - 최 이사 역
- 이원재 - 관리소장 역
- 정다영 - 동민의 여동생, 한동희 역
- 유순철 - 큰스님 역
- 유은정 - 영미 역
- 오서원 - 혜정 역
- 박민경 - 유진 역
- 강래연 - 양 대리 역
- 이재훈 - 취객 남 역
- 정명훈 - 포장마차 남 역
- DJ 스킵 - 클럽 DJ 역

### 특별 출연
- 임예진 - 미수 모 역
- 천호진 - 미수 부 역
- 윤주상 - 동민 부 역
- 홍여진 - 동민 모 역

## 제작 과정

### 각본
"용의주도 미스신"의 초기 각본은 2005년 영화진흥위원회 시나리오 공모전 우수 당선작이었다.

### 캐스팅
2006년 10월 각본 각색 후, 박용집 감독이 여배우를 캐스팅하려고 했으나 9명의 여배우들에게 퇴짜를 당했다. 마침, 한예슬이 드라마 "환상의 커플"을 막 끝낸 터라, 박용집 감독이 그녀에게 신미수 역을 제안하였고 한예슬이 이에 응했다. 손호영의 경우는 오디션을 통해 캐스팅했으나, 김인권의 경우는 일을 급히 찾았기 때문에 캐스팅하였다.

## 사소한 것
주연인 한예슬이 총 촬영분량의 98%에 출연하였다. 총 53회차 촬영 분량 중 한예슬이 나오지 않은 신(scene)은 거의 없다.